# Edith Cowan
Pour les articles homonymes, voir Cowan.
Edith Dircksey Cowan, née Brown le 2 août 1861 à Geraldton (Australie-Occidentale, Australie) et morte le 9 juin 1932 à Subiaco (idem), est une femme politique australienne, militante sociale et connue comme étant la première femme élue parlementaire au niveau local en Australie, à l'Assemblée législative d'Australie-Occidentale.

## Biographie
Edith Cowan est la petite-fille de deux des premiers colons de la colonie, Thomas Brown (1803-1863) (en) et John Burdett Wittenoom (en). La mère de Cowan meurt lorsqu'elle a sept ans et elle a ensuite été envoyée dans un pensionnat à Perth. À l'âge de 15 ans, son père, Kenneth Brown, est exécuté pour le meurtre de sa belle-mère, faisant d'elle une orpheline. Elle vit ensuite avec sa grand-mère à Guildford, en Australie-Occidentale jusqu'à son mariage à l'âge de 18 ans. Elle et son mari auront cinq enfants ensemble, partageant leur temps entre leurs maisons à West Perth et Cottesloe.
En 1894, Edith Cowan est l'une des fondatrices du Karrakatta Club, le premier club pour femmes d'Australie. Elle est une figure importante du mouvement pour le suffrage des femmes, qui permit aux femmes d'Australie-Occidentale d'obtenir le droit de vote en 1899. Edith Cowan était également une ardente défenseure de l'instruction publique et des droits de l'enfant (en particulier ceux nés de mères célibataires). Elle est l'une des premières femmes à siéger à un conseil scolaire local et, en 1906, à aider à fonder la Children's Protection Society, dont les efforts aboutissent à la création d'un tribunal pour enfants l'année suivante. Edith Cowan est  cofondatrice de la Women's Service Guild en 1909 et, en 1911, contribue à la création d'une branche d'État du Conseil national des femmes.
Edith Cowan joue un rôle clé dans la création du King Edward Memorial Hospital for Women et est devenue membre de son conseil consultatif lors de son ouverture en 1916. Elle est nommée officer de justice du tribunal pour enfants en 1915, et officier de justice (Justice of the peace) en 1920.
En 1916, elle fut initiée à la franc-maçonnerie à la Fédération australienne de l'ordre maçonnique mixte international « le Droit humain ».
Pendant la Première Guerre mondiale, elle collecte de la nourriture et des vêtements pour les soldats au front et coordonne les efforts pour prendre soin des soldats à leur retour. Elle devient présidente du Comité d'appel de la Croix-Rouge et est récompensée lorsqu'en 1920 elle est nommée officier de l'ordre de l'Empire britannique.
En 1921, Edith Cowan est élue à l'assemblée législative d'Australie-Occidentale en tant que membre du Parti nationaliste, devenant ainsi la première femme parlementaire d'Australie. Elle n'est pas réélue mais maintient un profil élevé pendant son mandat et réussit à obtenir l'adoption de plusieurs de ses projets de loi d'initiative parlementaire.

## Hommage
Elle apparaît depuis 1995 sur le billet de 50 $ australien avec David Unaipon.
L'université Edith-Cowan à Perth est nommée en son honneur.